# Rogozarski IK-3
Le Rogozarski IK-3 est un avion de chasse yougoslave, monoplan a ailes basses et train rétractable aux performances très valables comparables aux meilleurs chasseurs contemporains. En 1941, un peu plus d'une vingtaine étaient en service au sein des Forces aériennes royales yougoslaves. Ils furent engagés contre la Luftwaffe et la Regia Aeronautica lors de la campagne de Yougoslavie. Ils remportèrent quelques victoires aériennes mais ils finirent tous détruits en vol ou au sol ou encore entre les mains des Allemands
L'IK-3 était plus lent mais plus maniable que son homologue allemand le Messerschmitt Bf 109.

### Aéronefs comparables
- Bloch MB.152
- Curtiss P-36
- Curtiss-Wright CW-21
- Fiat G.50
- Focke-Wulf Fw 190
- Hawker Hurricane
- IAR-80
- Macchi MC.200
- Messerschmitt Bf 109
- Mitsubishi A6M Zero
- Nakajima Ki-43
- Reggiane Re.2000
- Seversky P-35